# Smart Data
Smart Data sind Datenbestände, die mittels Algorithmen nach bestimmten Strukturen aus größeren Datenmengen (vgl. Big Data) extrahiert wurden und sinnvolle Informationen erhalten. Diese Daten wurden bereits vorher gesammelt, geordnet und analysiert und für den Endverbraucher vorbereitet. Dabei müssen die Daten auch von dem Nutzer verstanden werden können, um ein sinnvolles Ergebnis erzielen zu können. Zu beachten sind dabei die Semantik der Daten, die Datenqualität, die Datensicherheit und der Datenschutz. Smart Data kann sowohl benutzt werden, um unter Nutzung von Rohdaten neue Erkenntnisse zu gewinnen, als auch um Modelle zu schaffen, die für die Analyse von Daten genutzt werden können.
Smart Data nutzt häufig auch Big Data- und Fast-Data-Mechanismen. Häufig wird sich auch ein Übergang von Big Data nach Smart Data gewünscht.